# Барсак, Леон
Лео́н Барса́к (фр. Léon Barsacq; 5 (18) октября 1906, Карасубазар, Российская империя, ныне Крым — 23 декабря 1969, Париж, Франция) — французский художник.

## Биография
Окончил Парижскую школу декоративного искусства по специальности архитектор. Долгое время работал ассистентом у Андре Андреева, Жана Перрье, Робера Ги и своего брата Андре Барсака. Крупнейший мастер кинодекораций и знаток исторического костюма, начал работу в кино с 1928 года. Работал с Марселем Карне, Рене Клером, Жаном Гремийоном, Жаком де Баронселли и другими известными режиссёрами.

## Избранная фильмография

### Художник
- 1928 — Мальдона / Maldone
- 1934 — Песни Парижа / Chansons de Paris
- 1935 —  / La marmaille
- 1936 — Виновный / Le Coupable
- 1936 —  / Trois... six... neuf
- 1937 — Южный почтовый / Courrier Sud
- 1937 — Ёсивара / Yoshiwara
- 1937 — Марсельеза / La Marseillaise
- 1938 —  / L'ange que j'ai vendu
- 1938 —  / J'étais une aventurière
- 1939 — Мир содрогнётся / Le monde tremblera
- 1940 — Биение сердца / Battement de coeur
- 1942 — Вечерние посетители / Les visiteurs du soir
- 1943 — Летний свет / Lumière d'été
- 1943 — Парижские тайны / Les mystères de Paris
- 1945 — Дети райка / Les enfants du paradis
- 1945 — Пышка / Boule de suif
- 1946 — Идиот / L' Idiot
- 1947 — Молчание – золото / Le silence est d'or
- 1948 — Последние каникулы / Les dernières vacances
- 1948 — Бесконечный конфликт / Éternel conflit
- 1949 — Белые лапки / Pattes blanches
- 1949 — Майя / Maya
- 1949 — Красота дьявола / La beauté du diable
- 1950 — Стеклянный замок / Le château de verre
- 1951 — Две южных фиалки / Deux sous de violettes
- 1952 — Рим в 11 часов / Roma ore 11
- 1952 — Ночные красавицы / Les belles de nuit
- 1952 — Императорские фиалки / Violetas imperiales
- 1953 — Влюбленные из Толедо / Les Amants de Tolède
- 1953 — Их последняя ночь / Leur dernière nuit
- 1953 — Дама с камелиями / La dame aux camélias
- 1953 — Красавица из Кадиса / La belle de Cadix
- 1954 — Большая игра / Le grand jeu
- 1954 — Дьяволицы / Les diaboliques
- 1955 — Плоды лета / Les fruits de l'été
- 1955 — Милый друг / Bel Ami
- 1955 — Большие манёвры / Les grandes manoeuvres
- 1956 — Дочь посла / The Ambassador's Daughter
- 1956 — Приключения Тиля Уленшпигеля / Les aventures de Till L'Espiègle
- 1956 — Михаил Строгов / Michel Strogoff
- 1957 — Порт де Лила / Porte des Lilas
- 1957 — Чужие жены / Pot Bouille
- 1959 — Дорога школяров / Le chemin des écoliers
- 1960 — Жизнь холостяка / Les arrivistes
- 1960 — Прошение о помиловании / Recours en grâce
- 1961 — Всё золото мира / Tout l'or du monde
- 1962 — Животворящий крест / La Croix des vivants
- 1962 — Самый длинный день / The Longest Day
- 1962 — Четыре истины / Les quatre vérités
- 1963 — Симфония для резни / Symphonie pour un massacre
- 1964 — Визит / The Visit
- 1965 — Три комнаты на Манхэттене / Trois chambres à Manhattan
- 1966 — Чёрное солнце / Soleil noir
- 1967 — Я убил Распутина / J'ai tué Raspoutine
- 1967 — Дьявольски ваш / Diaboliquement vôtre
- 1968 — Федра / Phèdre

## Награды
- 1963 — номинант на премию «Оскар» за лучшую работу художника-постановщика (ч/б фильмы) («Самый длинный день» с Тедом Хавортом и Винсентом Кордой)